# أورس فيدمر
أورس فيدمر Urs Widmer (ولد في 21 مايو 1938 في بازل-توفي 2 أبريل 2014) هو أديب ومترجم سويسري.

## حياته
كان أبوه فالتر فيدمر مترجما وناقدا أدبيا ومعلما في مدرسة ثانوية. وكان مدرس اللغة الألمانية لأورس فيدمر هو المؤلف رودولف جرابر. وكان هاينريش بول الأديب الألماني ضيفا دائما في بيت فيدمر. درس أورس في بازل ومونبيلييه في فرنسا الأدب الألماني والفرنسي والتاريخ. وحصل في عام 1966 على درجة الدكتوراه حول رسالة عن النثر الألماني في فترة ما بعد الحرب. ثم بدأ العمل مراجعا في دار فالتر للنشر في أولتن، ثم في دار زوركامب للنشر في فرانكفورت على الماين. وسرعان ما ترك دار النشر وأقام في فرانكفورت متفرغا للكتابة بين عامي 1967 و 1984. وخلال تلك الفترة كان يكتب المقالات النقدية لجريدة Frankfurter Allgemeine Zeitung ، وكان يدرس كمدرس مساعد الأدب الألماني الحديث في جامعة فرانكفورت.
في عام 1968 نشر فيدمر أولى أعماله القصصية وهي بعنوان ألويس Alois . واشترك في عام 1969 في تأسيس دار نشر الكتاب Verlag der Autoren، والتي ما زالت تنشر حتى اليوم أعماله المسرحية. وفي عام 1984 عاد إلى سويسرا. وهو يقيم حاليا في زيورخ وقد تزوج من محللة نفسية ولديه ابنة.
تشمل أعمال أورس فيدمر الروايات والقصص والمقالات والمسرحيات والتمثيليات الإذاعية.
تتمثل أهميته الأدبية حسب رأي النقاد في أنه أعاد إنتاج قصة الرحلات والمغامرات الكلاسيكية حتى فترة السرياليين بأسلوب خيالي وساخر. ففيدمر من ناحية يريد كتابة خيال، لكن من ناحية أخرى أن تكون تلك الكتابة ملامسة إلى أقصى حد للواقع الاجتماعي. أما ثلاثية سيرته الذاتية (حبيب الام - كتاب الأب - الحياة كقزم) فقد حققت تأثيرا ونجاحا كبيرين لدى القراء والمتابعين. وقد شكلت الخلفية المزدوجة لأبويه واجهة ساخرة للمضمون الجاد، وكذلك كان أسلوب الثلاثية أسلوبا في الكتابة اعتمده في كتاباته اللاحقة.
كما كان لمسرحيته Top Dogs تأثيرا كبيرا، وهي مسرحية ساخرة من المجتمع أخرجها المخرج فولكر هيسه في ملتقى المسرح البرليني عام 1997 Berliner Theatertreffen.
وقد حذا أورس حذو والده فترجم العديد من الكتب لكتاب آخرين.

## اقتباس
«إنني انشغل أحيانا بأن أتخيل الأشياء الجميلة في رأسي، فأتخيل الأشجار أو البحار أو الهواء أو الحب، لأنه حيثما أسكن فإن الجمال قليل والأشجار قليلة وكذلك البحار والهواء والحب».

## جوائز حصل عليها
- جائزة كارل زوكا 1974
- جائزة مانوسكريبته Manuskripte-Preis 1983
- جائزة مؤسسة شيلر السويسرية 1985
- جائزة مدينة بازل الأدبية 1989
- جائزة مدينة زيورخ الأدبية 1996
- جائزة مولهايمر لكتاب المسرح 1997
- جائزة هايميتو فون دوديرر 1998
- جائزة برتولت بريشت الأدبية من مدينة أوجسبورج 2000
- جائزة فرانتس نابل 2001
- الجائزة الأدبية الكبيرة من أكاديمية الفنون الجميلة في بافاريا 2002
- كاتب مدينة ماينتس 2003
- جائزة فريدريش هولدرلين من مدينة باد هومبورج 2007

## من أعماله
- الليل الطويل للمخبرين (مسرحية 1973)
- ألويس
- قصص سويسرية 1975
- الرحلة الدراسية (رواية مغامرات 1974)
- نيبال (مسرحية 1977)
- الرجال الصفر
- من نافذة بيتي
- يد ورجل
- قصص شكسبيرية
- صور
- ليلة حب (قصة 1982)
- رسالة حب لماري
- الثلاثية (حبيب الأم - كتاب الأب - الحياة كقزم)

## روابط خارجية
- أورس فيدمر على موقع IMDb (الإنجليزية)
- أورس فيدمر على موقع مونزينجر (الألمانية)
- أورس فيدمر على موقع ميوزك برينز (الإنجليزية)
- أورس فيدمر على موقع ديسكوغز (الإنجليزية)